# Kolor Monitor
Kolor Monitor – polski zespół tworzący i wykonujący muzykę z gatunków synth pop/electropop.

## Skład zespołu

### Obecni członkowie
- Jan Mirecki – słowa, wokal, gitara.
- Adam Turczak – muzyka, keyboard, wokal, słowa.

### Byli członkowie
- Dariusz Jagodzki – (1999 i od 2002) gitara basowa.
- Michał Strojny – (1998–1999) wokal, słowa.
- Artur Jarosz – (2002–2003) keyboard.

## Dyskografia
- 2002 – Disco Chaos: Nowa Fala 2002 – Składanka wydana przez S.P. Records, na której znalazły się dwa utwory zespołu.
- 2004 – Emocjonalna Emancypacja